# Parexarnis superba
Parexarnis superba är en fjärilsart som beskrevs av Otto Staudinger 1889. Parexarnis superba ingår i släktet Parexarnis och familjen nattflyn. Inga underarter finns listade i Catalogue of Life.